# Bupleurum exaltatum
Bupleurum exaltatum är en flockblommig växtart som beskrevs av Friedrich August Marschall von Bieberstein. Bupleurum exaltatum ingår i släktet harörter, och familjen flockblommiga växter.

## Underarter
Arten delas in i följande underarter:
- B. e. czimganicum
- B. e. exaltatum
- B. e. linearifolium
- B. e. multicaule